# Anneli Palmgren
Sylvi Anneli Toivola Palmgren, född 30 september 1939 i Lövskär, är en finländsk-svensk frisör.
Palmgren, som är dotter till byggmästare Urho Toivola och Elli Toivola, var efter frisörutbildning anställd i damfrisering 1955–1968 och öppnade egen frisersalong 1968. Hon har varit tävlingsfrisör, konsulent i Svenska frisyrmoderådet, lärlingsnämnden och tränare för Sveriges lag i dam-VM. Hon deltog i VM i Wien 1974, i Düsseldorf 1978, i Rotterdam (3:e plats) 1980, i Paris (8:e plats) 1982 och i Las Vegas (11:e plats) 1984.